# Who Is He (And What Is He to You)?
Who Is He (And What Is He to You)? est une chanson de Bill Withers parue sur son deuxième album, Still Bill de 1972. Les paroles sont signées Stan McKenny, sur une musique de Bill Withers. La chanson figure également sur la bande originale du film Jackie Brown (1997) de Quentin Tarantino.

## Version de Meshell Ndegeocello
Singles de Meshell Ndegeocello
Wild Night
(1994) Leviticus: Faggot
(1996)
La chanteuse américaine Meshell Ndegeocello enregistre une reprise de la chanson pour son album Peace Beyond Passion (en) en 1996.
Sa version fut son seul succès numéro un dans le hit-parade de dance américain en tant qu'artiste solo,, et se classa à la 34e place du classement des chansons R&B.

### Classements hebdomadaires
| Classement (1996)              | Meilleure position |
| ------------------------------ | ------------------ |
| États-Unis (Hot R&B Singles)   | 34                 |
| États-Unis (Dance Club Songs)  | 1                  |
| Royaume-Uni (UK Singles Chart) | 80                 |

### Autres reprises et échantillons
- En 1973, le groupe R&B Gladys Knight & the Pips enregistre une reprise de la chanson sur leur album Neither One of Us.
- En 1974, le groupe vocal de R&B Creative Source (en) connaît son plus grand succès avec la chanson, qui atteint la 21e place du classement soul et la 69e place du Billboard Hot 100[8].
- En 1996, Valerie Carter enregistre la chanson sous le titre Who Is She (And What Is She to You) sur son troisième album, The Way It Is.
- En 2018, José James enregistre une reprise dans l’album Lean on Me.
- LL Cool J échantillonne le riff de la version de Creative Source dans son succès de 1997, Phenomenon (en).